# Monts Auruncs
Els Monts Auruncs són un massís de la Itàlia central, que pertanyen a la serralada dels Anteapenins lacials. Limita a l'oest amb el conjunt dels Monts Ausons a la línia formada pel territori dels municipis de Fondi, Lenola, Pico i Ceprano, al nord amb la Vall del Liris, a l'est amb el riu Garigliano, mentre al sud limiten amb la mar Tirrena per l'extrem més llunyà del massís que és el Mont Lauzo.
La col·locació d'aquesta cadena muntanyosa del sud del Laci pot simplificar-se doncs, dient que està entre el curs dels rius Liris-Garigliano, la mar Tirrena i el proper massís que formen els Monts Ausons.
Els Monts Auruncs són una àrea parcialment tutelada per la institució del Parc Natural Regional dels Monts Auruncs que, per ara, no comprèn tot els àmbits territorials dels municipis compresos per aquest relleu.

## Descripció
A l'est del pas de S. Nicola, que serveix per comunicar el territori d'Itri amb el de Campodimele, s'estén la major part del massís.
Aquest està constituït per unes cadenes paral·leles situades en l'eix nord-sud, en les quals se'n poden identificar dues dorsals principals: l'oriental, des del Mont Fammera fins al M. S. Angelo, i una altra més occidental, que va des del M. Faggeto al M. Orso. Encara més cap a l'oest el massís queda tancat per una tercera cadena, compresa entre la vall d'Itri i la plana de Fondi, que està composta per cims menys elevats, entre els quals (de nord a sud) estan el Mont Le Vele, el Mont Grande i el Montefusco .
Més enllà d'aquesta zona central, la resta del territori està ple de cims més baixos i aïllats, com el Mont Lauzo, que s'eleva per sobre de la ciutat de Sperlonga i els Auruncs Orientals o Monts Vescini, situats a prop de la frontera amb la Campània, entre la vall del riu Ausente i el riu Garigliano.

## Geologia
Des del punt de vista geològic, els Monts Auruncs són un massís calcari subapení, compost principalment de roca calcària d'un tipus fàcil d'esmicolar, que es va compactar només als penya-segats de Gaeta i als vessants nord-orientals del Mont Fammera, on es fan algunes rutes d'escalada. Les roques calcàries dels Monts Auruncs es van formar al Mesozoic, en menor quantitat es pot trobar material volcànic degut a les erupcions del Quaternari. A causa de la composició calcària del terreny, en el paisatge està present el fenomen càrstic, en forma de dolines i alguna gruta.

## Altimetria
L'alçada dels cims és diversa, varia des dels 365 msnm del Mont Dragone, un cim proper a la costa, fins als 1533 metres del Mont Petrella, el cim més elevat.
La següent llista presenta els noms dels cims i les seves alçades seguint l'ordre NO-SE :
- Mont Appiolo (901 m)
- Mont Crispi (802 m)
- Mont Le Vele (956 m)
- Mont le Pezze (1000 m)
- Mont Cervello (1004 m)
- Mont Calvo di Tozze (835 m)
- Mont Faggeto (1256 m)
- Mont Trina (1062 m)
- Mont Fusco (673 m)
- Mont Farazzano (1203 m)
- Mont Ruazzo (1314 m)
- Mont Tuonaco (1176 m)
- Le Rave Fosche (791 m)
- Mont Orso (1023 m)
- Mont Cefalo (543 m)
- Mont Carbonaro (491 m)
- Mont Lauro in Gaeta (409 m)
- Mont Dragone (365 m)
- Mont Terruto
- Mont Santa Maria (575 m)
- Mont Costamezza
- Mont di Mola
- Mont Lauzo (421 m)
- Mont Viola (1173 m)
- Mont Revole (1285 m)
- Mont Altino (1367 m)
- Il Redentore (1252 m)
- Mont Fammera (1184 m)
- Mont Petrella (1533 m)
- Mont Campetelle (1494,3 m)
- Mont S. Angelo (1402 m)
- Mont Vomero (1196 m)
- Mont Sorgenze
- Mont La Civita (620 m)
- Mont Maio
- Monte Fuga
- Monts Vescini

## Flora
La vegetació és diversa: es poden trobar fagedes a la zona entre els M. Petrella i el Faggeto, alzinars al M. Ruazzo i el Campone, prats a la vall de Sciro, conreu d'oliveres en l'àrea més propera a la costa, mentre que el vessant sud del massís es veu gairebé despullat de vegetació. Les fortes arrels dels òstries fan que s'adaptin bé a les parts més inclinades, com al M. Appiolo. Els roures també estan presents, sobretot al M. Trina i a Le Pezze.
Per altra banda, entre les escletxes de les roques creix una gran varietat de flors: s'han censat 1300 espècies diferents. Al sotabosc hi ha grèvol, tintorell, valeriana, sàlvia, murtra i violes.

## Fauna
Entre els animals que habiten els Auruncs està el llop, que en els darrers anys ha mancat en nombre. A la primavera es poden trobar multitud d'insectes i ocells migratoris. La resta de l'any es poden trobar aus nocturnes com el mussol comú, el mussol banyut, l'òliba comuna, el xot eurasiàtic, el gamarús eurasiàtic; i aus predadores diürnes com el falcó pelegrí o l'aligot comú. També hi ha petits rèptils com la serp verda i groga, rosegadors com la rata dormidora rogenca i vint-i-una espècies de rat-penats, dels quals alguns són exemplars rars.

## Presència humana
Als peus d'aquest massís hi ha cinc poblacions: Fondi, Lenola, Pico i Ceprano, els seus habitants han aprofitat els desnivells construint terrasses que poguessin retenir l'aigua de la pluja per als conreus d'olivera, vinya i tabac. Curiosament cap d'aquests municipis porta incorporat el nom d'aquest relleu, mentre que a l'altra banda d'aquestes muntanyes, al sud, estava habitat a l'antiguitat per una tribu que els romans anomenaven auruncs.
Durant molts segles de la història la gent va considerar els Monts Auruncs com el límit entre els Estats Pontificis i el Regne de Nàpols.
Actualment al cim més alt, el Mont Petrella, s'ha instal·lat una torre de comunicacions i un heliport per accedir a les antenes. Un altre testimoni de la presència humana és el santuari de la Mare de Déu Negra de la Civita, al cim del Mont Fusco.
Per protegir tot aquest entorn natural es va crear el Parc Natural dels Auruncs, que comprèn gairebé 20.000 hectàrees i controla diversos refugis per excursionistes.